# Gaby Mellado
Gaby Mellado (Orizaba, 1992. június 14. –) mexikói színésznő.

## Élete és pályafutása
Gaby Mellado 1992. június 14-én született Orizabában. Karrierjét 2008-ban kezdte A szerelem nevében című telenovellában, ahol Sandra szerepét játszotta. 2010-ben a Zacatillo, un lugar en tu corazónban ő volt Liliana. 2011-ben az Amorcito corazón című sorozatban megkapta Bárbara Pinzón szerepét.

## Filmográfia
| Év        | Eredeti Cím                       | Cím                | Szerep                         | Magyar hang |
| --------- | --------------------------------- | ------------------ | ------------------------------ | ----------- |
| 2008-2009 | En nombre del amor                | A szerelem nevében | Sandra                         |             |
| 2010      | Zacatillo, un lugar en tu corazón |                    | Liliana Treviño                |             |
| 2010      | Triunfo del amor                  | A szerelem diadala | Gaby                           |             |
| 2011-2012 | Amorcito corazón                  |                    | Bárbara Pinzón                 |             |
| 2013      | Corazón indomable                 | Maricruz           | Soledad 'Solita' Olivares Cruz | Csuha Bori  |
| 2013-2014 | Qué pobres tan ricos              |                    | Macarena Larrea                |             |
| 2015      | Lo imperdonable                   | Veronica aranya    | Ana Perla Sánchez              | Csuha Bori  |

## Díjak és jelölések
TVyNovelas-díj
| Év   | Kategória                | Cím                               | Eredmény |
| ---- | ------------------------ | --------------------------------- | -------- |
| 2011 | Legjobb fiatal színésznő | Zacatillo, un lugar en tu corazón | Jelölve  |
| 2012 | Legjobb fiatal színésznő | Amorcito corazón                  | Jelölve  |